# 文明III
《文明III》（中国大陆官方译为），是由費拉西司(Firaxis)遊戲所出品的一款回合制的策略性電腦遊戲，它是席德·梅爾《文明II》的續作。它也被一些玩家簡稱為《文三》，是原來電腦遊戲《文明》的第三代作品。這遊戲同時在技巧及策略方面提供了頗高進展的可玩性。不同於這個遊戲的前版，《文明三代》並非由席德·梅爾設計，而是由傑夫·布里格司和梭仁·強森，也就是分別由費拉西斯的另一個遊樂設計家及遊戲程式設計師所完成。

## 概觀
《文明III》添加了很多不同种的胜利方法，新的方法包括：
- 外交胜利：建造大型奇迹联合国，然后被其它国家选举为联合国秘书长。
- 文化胜利：建造多个文化先进的城市
- 统治胜利：占领世界2/3的领土，并拥有2/3的人口，不再需要在胜利结局已定之后继续作战

《文明III》还包括两个资料片，它们分别是《文明III：玩转世界》以及《文明III：征服》，在两个资料片中，玩家能够进行多人游戏。此外，在资料片《文明III：征服》当中，新增了十五个可玩文明，并且增加了新的可研究科技以及政体。

## 各個文明

文明III屏幕截图

文明開始，德國，中文

每個文明開始時都具有某些特定的能力。這些能力包括一個只有該文明可以建造的特殊軍事單位，以及其它的特質。
| 文明     | 特質           | 啟始進程         | 特殊軍種       | 領導者         | 首都         |
| -------- | -------------- | ---------------- | -------------- | -------------- | ------------ |
| 美國     | 工業性、擴張性 | 石工术、製陶術   | F-15戰機       | 亞伯拉罕·林肯  | 华盛顿       |
| 阿茲特克 | 軍事性、宗教性 | 武士道、葬禮儀式 | 豹戰士         | 蒙提蘇瑪       | 特諾奇提特蘭 |
| 巴比倫   | 宗教性、科學性 | 葬禮儀式、鑄銅術 | 巴比倫弓兵     | 漢摩拉比       | 巴比倫       |
| 中国     | 軍事性、工業性 | 武士道、石工术   | 中国铁骑       | 毛澤東         | 北京         |
| 埃及     | 工業性、宗教性 | 石工术、葬禮儀式 | 二輪戰馬車     | 克利奧帕特拉   | 底比斯       |
| 英國     | 擴張性、商業性 | 製陶術、字母     | 英格蘭戰船     | 伊莉莎白一世   | 倫敦         |
| 法國     | 工業性、商業性 | 石工术、字母     | 毛瑟槍兵       | 貞德           | 巴黎         |
| 德國     | 軍事性、科學性 | 武士道、鑄銅術   | 德意志装甲部队 | 俾斯麥         | 柏林         |
| 希臘     | 科學性、商業性 | 鑄銅術、字母     | 重裝步兵       | 亞歷山大大帝   | 雅典         |
| 印度     | 宗教性、商業性 | 葬禮儀式、字母   | 戰象           | 甘地           | 德里         |
| 易洛魁   | 擴張性、宗教性 | 製陶術、葬禮儀式 | 馬戰士         | 海華沙         | 萨拉曼卡     |
| 日本     | 軍事性、宗教性 | 武士道、葬禮儀式 | 武士           | 德川家康       | 京都         |
| 波斯     | 科學性、工業性 | 鑄銅術、石工术   | 波斯皇家衛隊   | 瑟塞斯         | 波斯波里斯   |
| 羅馬     | 商業性、軍事性 | 字母、武士道     | 罗马兵团       | 凱撒           | 羅馬         |
| 俄羅斯   | 擴張性、科學性 | 製陶術、鑄銅術   | 哥薩克騎兵     | 叶卡捷琳娜二世 | 莫斯科       |
| 祖魯     | 軍事性、擴張性 | 製陶術、武士道   | 班圖武士       | 夏卡           | 辛巴布威     |

## 中华人民共和国对游戏的审查和编改
受到中华人民共和国的电子游戏审查制度影响，2002年由天人互动发行简体中文版时，为了适应所在市场的审查规则，对游戏内容中的中国文明进行了编改，将中国改为九鼎国、中国共产党主席毛泽东改为九鼎国唐公、中国首都北京改为北都、中国铁骑改为九鼎国马兵、共产主义政体改为完美主义政体。

## 与《文明II》的不同之处

### 奇觀
不像《文明二代》，《文明三代》中的奇观分为两种：大奇觀只能由一個文明建成擁有，小奇觀則可每個文明都可以建造一次。
並且少數文明二代的奇觀名字及特性在文明三代中作了變更，例如：
- 達爾文的航行變成演化論。
- 女性參政權變成全民參政權。
- 孫子戰爭學院變成孫子兵法。

### 市民種族背景
每個城市裡的每個市民都有種族背景，種族背景不會因為戰爭而改變。例如：如果美國攻陷了一座德國的城市，那座城市的市民雖然是在美國的控制下，但仍然是德國人，不過接下來再生出的市民就是美國人了。如果美国与德国继续交战，那么这些在被美国控制的城市内的德国人便会反抗和不满，反抗的人口不会生产，不满人口超过快乐人口这座城市便会暴动。城市暴动会使整个城市生产停摆，长期的暴动会摧毁城市内部的建筑或杀死人口，也有可能使整个文明陷入无政府状态，届时，整个文明的生产将会完全停摆，不过不用太担心，数个回合之后文明将重新被政府控制。

### 军队
近卫部队在每次战斗胜利后，有几率诞生一个领袖，该领袖能够加速小型奇观建造或组建军团。军团允许装载三个单位，在完成小型奇迹五角大楼后，军团能够装载四个单位，而在完成小型奇迹西点军校后，建造该奇迹的城市可以建造军团，不必等待领袖出现。

### 戰略資源
新種類的資源出現在不同的土地類型上，使得各文明得以建造需要一種或數種特別材料的軍事單位。當你的科技研發可使用該項資源時，就可以開始用這項資源。例如：鑄鐵術使得文明可以開始用鐵。戰略資源允许你的文明建造更先進的軍事單位，帶給你的文明與眾不同的好處。
戰略資源如下：
- 馬
- 鐵
- 硝石
- 煤
- 石油
- 橡膠
- 鋁
- 鈾

### 奢侈品
奢侈品出現在各種各樣的土地類型上，而且當它們被帶進城市時，它們可以增加該城市內快樂人口的數量。每一種新的奢侈品被帶入城市可讓一個市民快樂，從而三種不同的資源可使三個市民快樂，但有三個樣同種類的奢侈品只能讓一個市民快樂。在城內建造市場可增強奢侈品的效果。
市場對奢侈品的效能如下：
- 一種奢侈品=一個快樂市民
- 二種奢侈品=二個快樂市民
- 三種奢侈品=四個快樂市民
- 四種奢侈品=六個快樂市民
- 五種奢侈品=九個快樂市民
- 六種奢侈品=十二個快樂市民
- 七種奢侈品=十六個快樂市民
- 八種奢侈品=二十個快樂市民

奢侈品可以保持城市繼續向前發展，因為如果有太多市民不滿的話，城市將會進入騷亂狀態，並停止產出。奢侈品由可行經的貿易路線到達城市內。
奢侈品如下：
- 香料
- 絲
- 象牙
- 寶石
- 香
- 皮草
- 染料
- 酒